# Cinturón del Sol

El Sun Belt, marcado en rojo

El Cinturón del Sol (Sun Belt en inglés) es una región de Estados Unidos que se extiende desde la costa atlántica del Sureste hasta la costa pacífica del Suroeste. Esto incluye los estados situados aproximadamente al sur de los paralelos 37 o 38. El Sun Belt ha visto incrementada su población debido en parte a la migración interna motivada por el retiro de la explosión de natalidad y en parte al influjo de inmigrantes.
Arizona, California, Florida, Nevada, Nuevo México, Texas, Georgia, y Carolina del Sur se consideran habitualmente parte del Sun Belt; Luisiana, Misisipi, y Alabama pueden ser incluidas. Algunos autores consideran que Arkansas, Colorado, Carolina del Norte y Tennessee son parte del mismo, a pesar de que sus climas son más "invernales" que los demás estados del grupo. En cualquier caso, estos estados poseen una alta proporción de días soleados. Ciudades importantes del Sun Belt:
- Atlanta
- Austin
- Dallas
- Phoenix
- Houston
- Las Vegas
- Los Ángeles
- Miami
- Nueva Orleans
- Orlando
- San Antonio
- San Diego
- San Francisco
- Tampa
- Tucson
- Jacksonville